# Молитва украинского националиста
Молитва украинского националиста (укр. Молитва українського націоналіста) — текст-молитва, написанный в конце 1920-х - начале 1930-х годов одним из лидеров Организации украинских националистов Иосифом Мащаком (1908—1976).
«Молитву украинского националиста» должны были знать наизусть все, вступающие в ОУН и его молодёжную организацию.